# Mundolsheim
Mundolsheim  es una comuna de Francia del departamento de Bajo Rin (Bas-Rhin), en la región de Alsacia. Forma parte de la Comunidad urbana de Estrasburgo.
- Datos: Q22870
- Multimedia: Mundolsheim / Q22870

1. ↑  Worldpostalcodes.org, código postal n.º 67450.
2. ↑  INSEE, Datos de población para el año 2012 de Mundolsheim (en francés).